# Joanna Słowińska
Joanna Słowińska (1. července 1971, Strzelce Krajeńskie, Polsko) je polská folková a popová zpěvačka a houslistka.

## Diskografie
- 1999 – Muzykanci (spolu se skupinou Muzykanci)
- 2002 – Gore gwiazda (spolu se skupinou Muzykanci)
- 2002 – A na onej górze (spolu se skupinou Muzykanci)
- 2003 – Hradištan & Muzykanci (spolu se skupinou Muzykanci)
- 2005 – Live in Alchemia
- 2005 – Tu Es Petrus (jako sólistka)
- 2006 – Świętokrzyska Golgota (jako sólistka)
- 2006 – Płaczcie Anieli
- 2006 – Psałterz Wrześniowy (jako sólistka)
- 2007 – Możesz być
- 2007 – Siedem Pieśni Marii (jako sólistka )
- 2007 - Wyspiański według Koniecznego (jako sólistka)